# Polaris Australis
Polaris Australis, auch Sigma Octantis, σ Octantis oder σ Oct, ist ein Stern im Sternbild Oktant und der derzeit dem südlichen Himmelspol nächstgelegene mit freiem Auge sichtbare Stern.
Polaris Australis, auch Südlicher Polarstern, Südpolarstern oder Südstern genannt, stellt den Polarstern der südlichen Hemisphäre dar und ist damit das Gegenstück zu Polaris (α  UMi) im Sternbild Kleiner Bär als dem Nördlichen Polarstern. Allerdings ist der derzeitige Südpolarstern wegen seiner geringen scheinbaren Helligkeit von 5,47 mag nur bedingt als Navigationsstern geeignet. Der Sternort von Polaris australis weicht dem Deklinationswert nach um wenig mehr als 1° vom Himmelssüdpol ab.
In der Flagge Brasiliens wird eine blaue Himmelskugel mit Sternen des Südhimmels gezeigt, neben 26 anderen auch Polaris Australis, der in diesem Zusammenhang für den Distrito Federal do Brasil um die Hauptstadt Brasília steht.